# 纽约州议会
纽约州议会（英語：New York State Legislature）是美国纽约州的立法机关。纽约州议会為兩院制，由纽约州参议院与纽约州众议院組成、兩院合計有213名州議員，办公地點位于奥尔巴尼市的纽约州议会大厦。
目前參、眾兩院皆由民主黨佔多數。